# Performance Cars
Performance Cars war ein südafrikanischer Hersteller von Automobilen.

## Unternehmensgeschichte
Das Unternehmen wurde 2000 in Durban gegründet. 2002 begann die Produktion von Automobilen. Der Markenname lautete Performance. Hauptabsatzmarkt war die USA. 2009 endete die Produktion. 2002 wurden zwölf Fahrzeuge verkauft und im Folgejahr 15.

## Fahrzeuge
Das einzige Modell war der 427 Venom. Dies war die Nachbildung des AC Cobra. Einige Teile kamen vom BMW E36. Verschiedene V6-Motoren und V8-Motoren amerikanischer Hersteller trieben die Fahrzeuge an.